# Solaris Urbino 8.9 LE électrique
Solaris Urbino 8.9 LE électrique est un modèle d'autobus à plancher bas lancée en 2013 par Solaris Bus & Coach, une entreprise polonaise.

## Histoire
Le 20 septembre 2011, lors de la foire commerciale de Transexpo en 2011, la société a présenté le premier prototype du Solaris Urbino 8.9 LE électrique. Le nouveau modèle est équipé d'un système d'alimentation électrique à moteur électrique, dont le composant principal est produit par la société allemande Vossloh Kiepe, un moteur asynchrone à quatre pôles avec une puissance maximale de 120 kW (163 ch) et un couple maximal de 1400 N m. L'énergie pour alimenter le moteur est stockée dans deux batteries au lithium à refroidissement liquide d'une capacité totale de 120,9 kWh et d'une tension nominale de 600 V, fabriquée par Wamtechnik en Pologne. 
Le temps de charge maximal pour deux batteries d'un poids total de 1400 kg à un terminal de chargement 63 A 3 × 400 V est de 4 heures et peut être consulté via un connecteur enfichable de la société Walter. Le freinage de régénération est utilisé pour prolonger la durée de vie de la batterie en récupérant l'énergie de la force dans la batterie en ralentissant. Par une portée maximale de 100 km, le bus peut atteindre une vitesse maximale limitée à 50 km/h. La bobine de frein réduit le taux d'accélération du bus. Les batteries électriques ont été utilisées pour remplacer les compresseurs pilotés par un moteur à combustion interne. En plus du système d'entraînement, il existe une source d'énergie pour tous les autres systèmes du bus, y compris la direction assistée, le chauffage, la ventilation et les portes électriquement contrôlables. Le système électrique est basé sur le bus CAN.

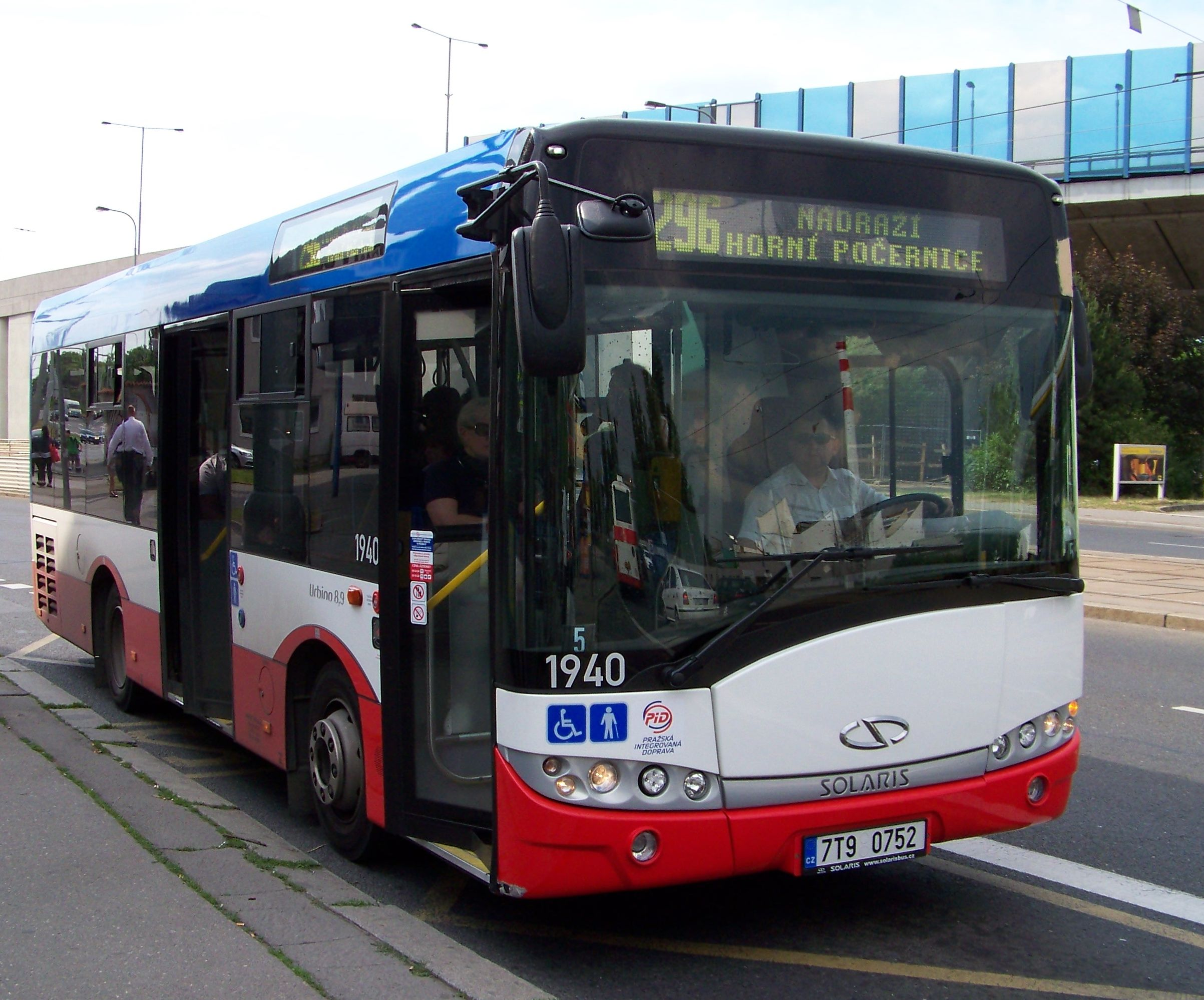
Face avant du Solaris Urbino 8.9
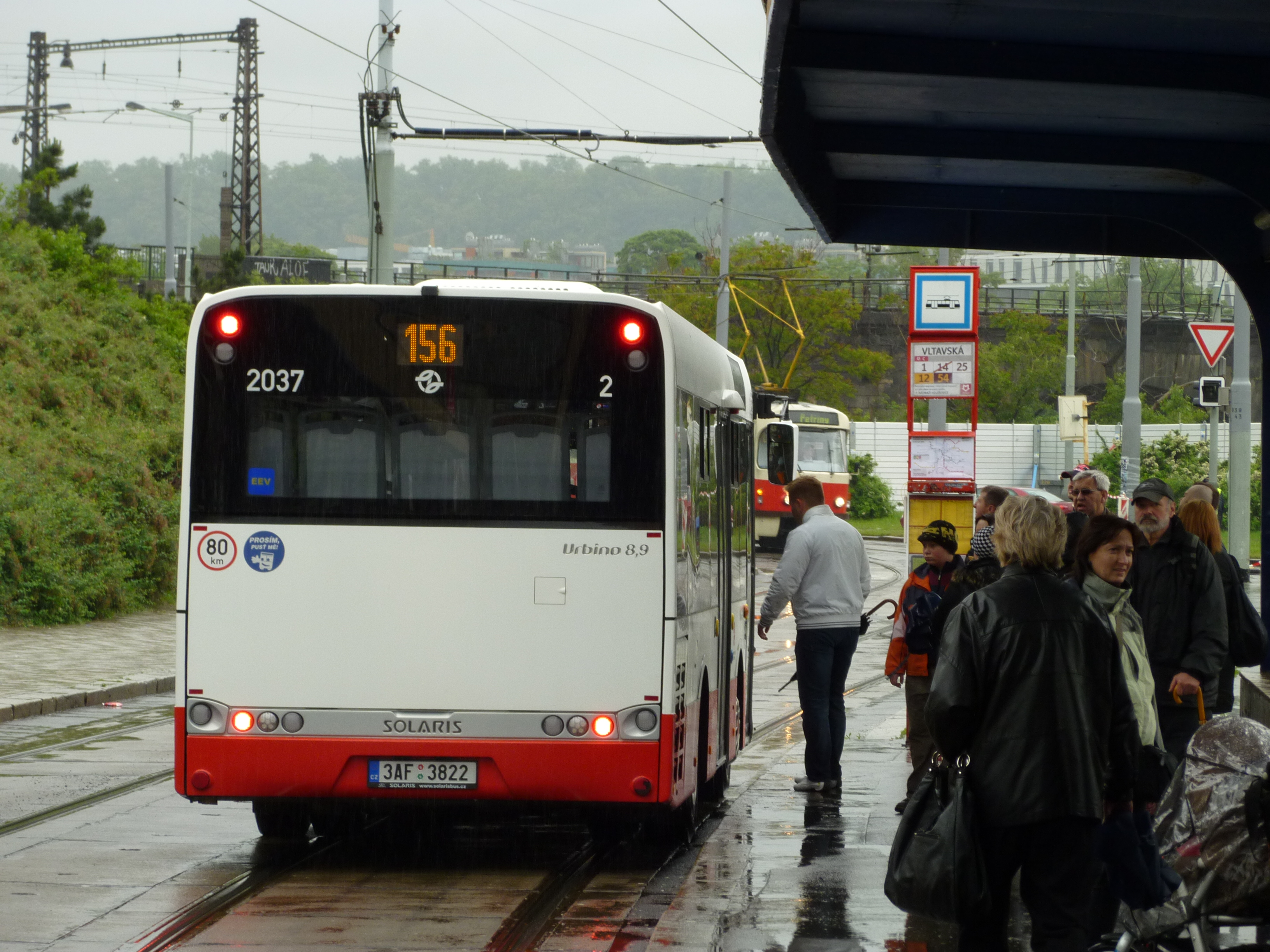
Face arrière du Solaris Urbino 8.9

## Exploitants

### Belgique
- Bruxelles (STIB).

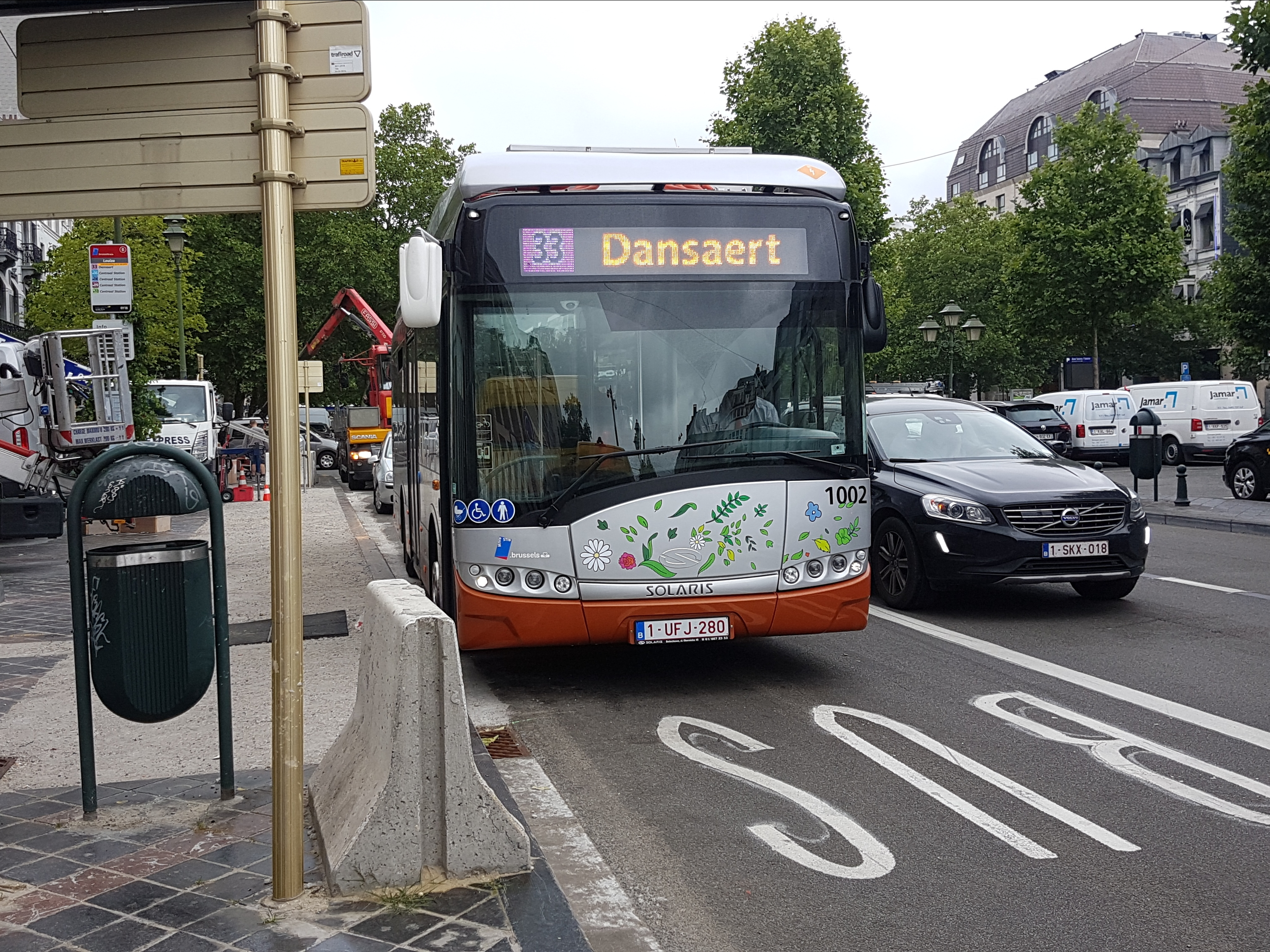
Un Solaris Urbino 8,9 LE electric de la STIB sur la ligne 33 à l'arrêt Louise, Bruxelles.

### France
- Paris (RATP) : Ligne 40 (ancien Montmartrobus)[1].